# Полифитон (водохранилище)
Полифитон (греч. Λίμνη Πολυφύτου) — техническое водохранилище в Греции, на реке Альякмон, одной из самых полноводных рек периферии Западная Македония. Является частью каскада, в который входят Иларион, Сфикья, Асомата и Айия-Варвара. Плотина построена у села Полифитон в общине Велвендос. ГЭС Полифитон мощностью 360 МВт (3 блока по 120 МВт, два вошли в строй в 1974 году, а третий — в 1975 году) стала первой из ГЭС, построенных на реке Альякмон. Полезный объём водохранилища 1,22 млн м³. Водохранилище, помимо производства электроэнергии, обеспечивает водой градирни тепловых электростанций в этом районе и способствует орошению Салоникской равнины и водоснабжению города Салоники, а также способствует борьбе с наводнениями. Владельцем ГЭС является Государственная энергетическая корпорация Греции.
Мост через Полифитон длиной 1372 м является вторым по длине в Греции после моста Рион — Андирион и достопримечательностью региона.